# Methuselah
Methuselah – okaz sosny długowiecznej (Pinus longaeva D.K. Bailey), rosnący w Górach Białych w Kalifornii. Okazy sosny długowiecznej bywają określane jako najstarsze współcześnie żyjące drzewa na Ziemi, jednak istnieją znacznie starsze kolonie wegetatywnie rozmnażającej się topoli osikowej. „Methuselah” jest najstarszym nazwanym okazem drzewa iglastego. Jego wiek ustalony został w 1957 roku na 4723 lata, a późniejsze badania szacują go na 4845 lat (stan na 2012 r.). Kiełkowanie datuje się na 2832 rok p.n.e. Starszy od niego jest, odkryty pod koniec lat 50. XX w., a datowany w 2012 roku, nienazwany żyjący okaz z Gór Białych, którego wiek przekracza 5 tys. lat. Do tego momentu starszym niż „Methuselah” okazem sosny długowiecznej, był tylko Prometheus, rosnący w górach Nevady, liczący ponad 4800 lat. Został jednak ścięty w 1964 roku.
Drzewo zostało odkryte w 1953 roku przez Edmunda Schulmana, pracownika Laboratory of Tree-Ring Research na Uniwersytecie Arizony. Drzewo rośnie na wysokości około 3070 m n.p.m. Jego dokładna lokalizacja nie jest podawana do wiadomości publicznej, w celu ochrony okazu.